# Polvo cósmico

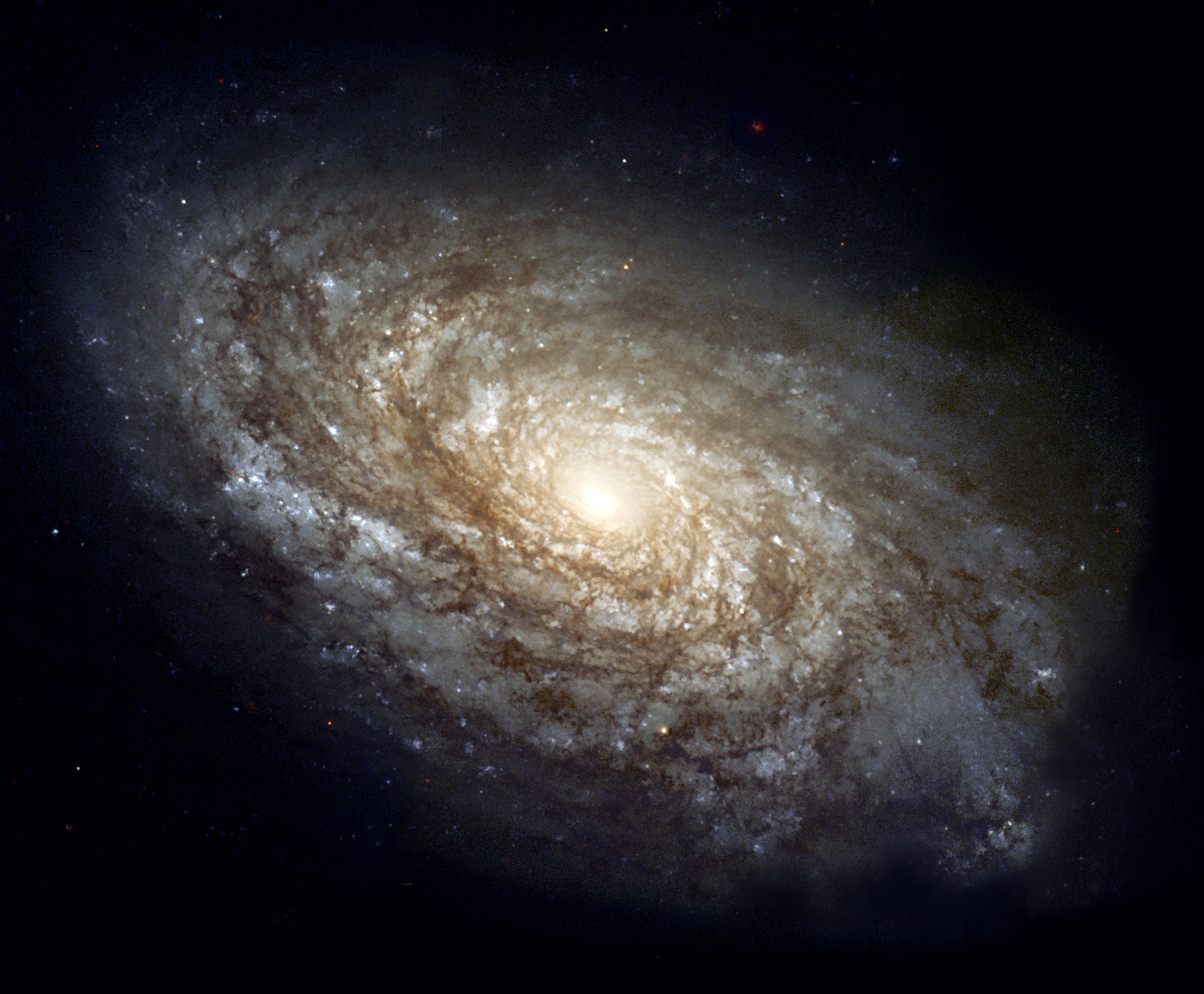
Imagen de la galaxia NGC 4414, en la que se puede observar polvo interestelar (véase la descripción de la imagen).

El polvo cósmico es polvo del espacio, compuesto por partículas menores de 100 µm. El límite de los 100 micrómetros se da como consecuencia de las definiciones propuestas de meteoroide, considerándose meteoroide aquel cuerpo que supere dicho tamaño y de hasta 50 m. No obstante, los límites no son estrictos. Este polvo llena todo el cosmos incluido el sistema solar, aunque su densidad es muy tenue (entendiendo aquí densidad como el número de partículas por m³), siendo más denso si es polvo cometario o de disco circumplanetario y menos denso si es polvo interestelar o intergaláctico.

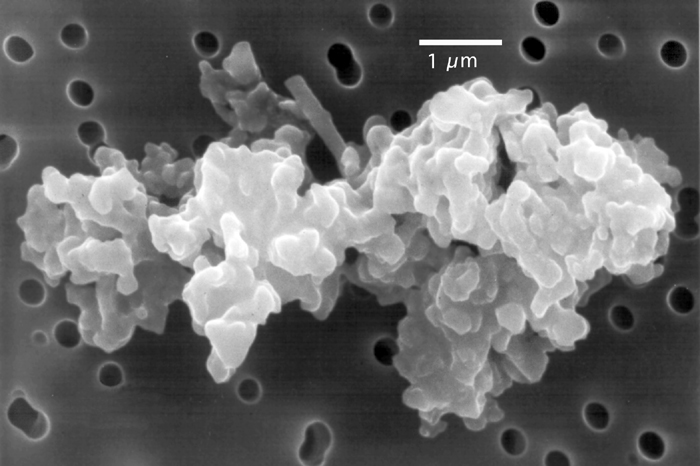
Partícula de polvo interplanetario de condrita porosa.

El polvo cósmico, también llamado polvo extraterrestre o polvo espacial, es polvo que existe en el espacio exterior, así como en todo el planeta Tierra. La mayoría de las partículas de polvo cósmico tienen entre unas pocas moléculas hasta 0,1 μm de tamaño. Una fracción más pequeña de todo el polvo en el espacio consiste en minerales refractarios más grandes que se condensaron cuando la materia dejó las estrellas. Se llama «polvo de estrellas» y se incluye en una sección separada a continuación. La densidad del polvo que cae a la Tierra es de aproximadamente 10−6/m³ y cada grano tiene una masa entre 10−16kg (0.1 pg) y 10−4 kg (100 mg).
El polvo cósmico se puede distinguir aún más por su ubicación astronómica: polvo intergaláctico, polvo interestelar, polvo interplanetario (como en la nube zodiacal) y polvo circumplanetario (como en un anillo planetario). En el Sistema Solar, el polvo interplanetario causa la luz zodiacal. Las fuentes de polvo del Sistema Solar incluyen polvo cometario, polvo asteroidal, polvo del cinturón de Kuiper y polvo interestelar que pasa a través del Sistema Solar. La terminología no tiene una aplicación específica para describir los materiales que se encuentran en el planeta Tierra a excepción del polvo que ha caído de manera demostrable en la Tierra. Según una estimación, tanto como 40.000 toneladas de polvo cósmico alcanzan la superficie de la Tierra cada año. En octubre de 2011, los científicos informaron de que el polvo cósmico contiene materia orgánica compleja (sólidos orgánicos amorfos con una estructura mixta aromático-alifática) que podría crearse de forma natural y rápida por estrellas.
En agosto de 2014, los científicos anunciaron la recolección de posibles partículas de polvo interestelar de la nave espacial Stardust desde su regreso a la Tierra en 2006. En marzo de 2017, los científicos informaron de que se han identificado partículas de polvo extraterrestres en todo el planeta Tierra.  Según uno de los investigadores, «una vez que supe qué buscar, los encontré en todas partes».

## Propiedades radiactivas

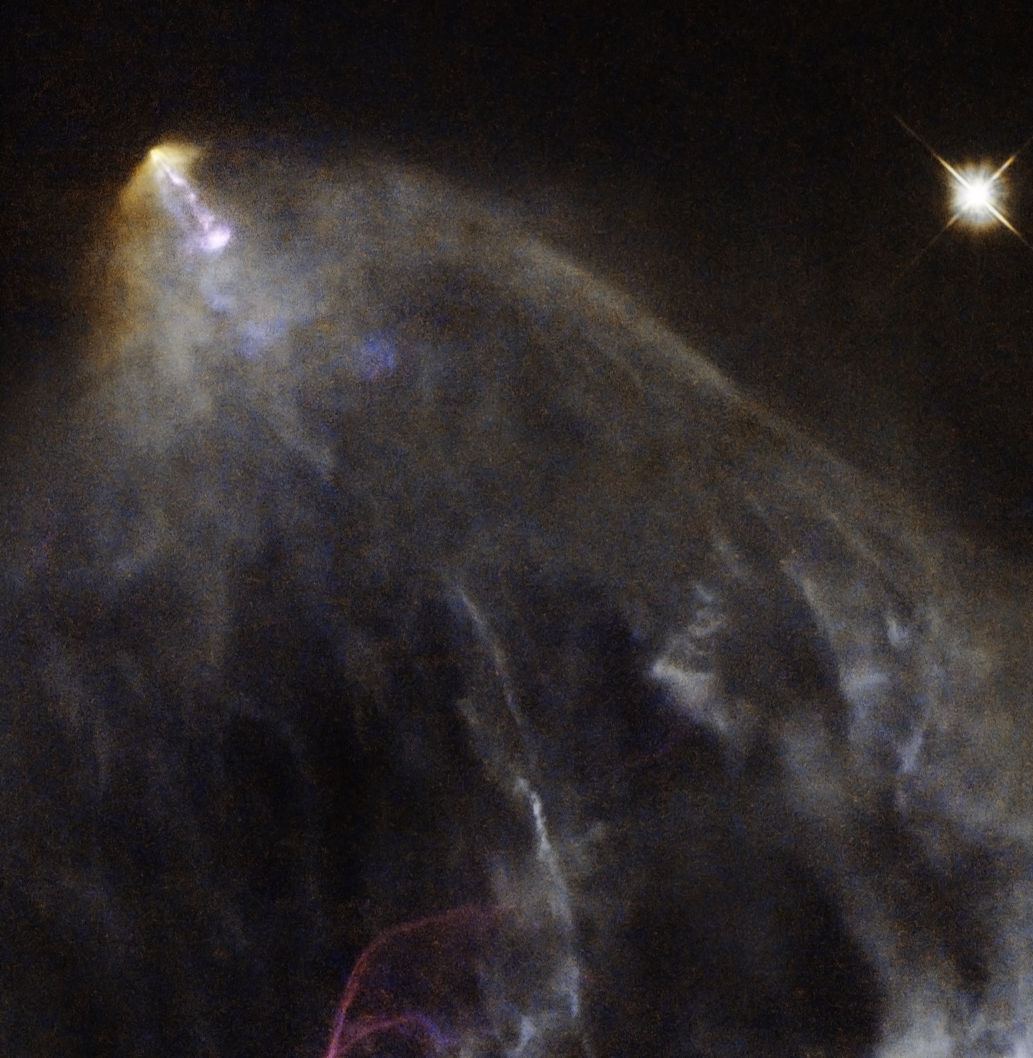
HH 151 es un chorro brillante de material incandescente arrastrado por una intrincada columna de gas y polvo de color naranja.

Una partícula de polvo interactúa con la radiación electromagnética de una manera que depende de su sección transversal, la longitud de onda de la radiación electromagnética y de la naturaleza del grano: su índice de refracción, tamaño, etc. El proceso de radiación para un grano individual se llama su emisividad, dependiente del factor de eficiencia del grano. Además, tenemos que especificar si el proceso de emisividad es extinción, dispersión, absorción o polarización. En las curvas de emisión de radiación, varias firmas importantes identifican la composición de las partículas de polvo que emiten o absorben.
Las partículas de polvo pueden dispersar la luz de manera no uniforme. La luz dispersada hacia adelante significa que la luz se redirige ligeramente por difracción fuera de su trayectoria desde la estrella / luz solar, y la luz dispersada hacia atrás es luz reflejada.
La dispersión y la extinción («atenuación») de la radiación proporciona información útil sobre los tamaños de grano de polvo. Por ejemplo, si el objeto(s) en sus datos es muchas veces más brillante en luz visible dispersada hacia adelante que en luz visible dispersada hacia atrás, entonces sabemos que una fracción significativa de las partículas tiene un diámetro de aproximadamente de un micrómetro.
La dispersión de la luz de los granos de polvo en fotografías visibles de larga exposición es bastante notable en las nebulosas de reflexión, y da pistas sobre las propiedades de dispersión de la luz de la partícula individual. En las longitudes de onda de los rayos X, muchos científicos están investigando la dispersión de los rayos X por el polvo interestelar, y algunos han sugerido que las fuentes astronómicas de rayos X tendrían halos difusos, debido al polvo.

## Clasificación
El polvo cósmico puede clasificarse por su localización astronómica y su origen, diferenciándose así en:
- Polvo intergaláctico, polvo cósmico situado entre las galaxias, que puede formar parte de nubes de polvo intergaláctico.
- Polvo interestelar, que se sitúa entre las estrellas, como el polvo de las nebulosas o el de los cúmulos abiertos como el de las Pléyades.
- Polvo interplanetario, situado orbitando al Sol entre los planetas. Su origen es similar al de los meteoroides, eyectado por colisiones entre cuerpos del Sistema Solar o restos de su formación. También está constituido por el polvo cometario.
- Polvo de disco circunestelar, propio de estrellas jóvenes en las que aún no se han formado los exoplanetas.
- Polvo de disco circumplanetario, como el de los anillos planetarios de Saturno o Urano.
- Polvo cometario, liberado del cometa por el viento solar pudiendo producir meteoros si entra en la atmósfera de la Tierra e incluso lluvia de meteoros si se da en grandes cantidades.

## Formación de los granos de polvo
Los grandes granos del espacio interestelar son probablemente complejos, con núcleos refractarios que se condensaron dentro de flujos de salida estelares coronados por capas adquiridas durante incursiones en nubes interestelares frías y densas. Ese proceso cíclico de crecimiento y destrucción fuera de las nubes ha sido modelado para demostrar que los núcleos viven mucho más tiempo que la vida media de la masa de polvo. Esos núcleos comienzan principalmente con partículas de silicato que se condensan en las atmósferas de gigantes rojas frías ricas en oxígeno y granos de carbono que se condensan en las atmósferas de estrellas de carbono frías. Las gigantes rojas han evolucionado o se han alterado fuera de la secuencia principal y han entrado en la fase de gigante de su evolución y son la principal fuente de núcleos de granos de polvo refractario en las galaxias. Esos núcleos refractarios también se denominan polvo estelar (sección anterior), que es un término científico para la pequeña fracción de polvo cósmico que se condensó térmicamente dentro de los gases estelares al ser expulsados de las estrellas. Varios porcentajes de los núcleos de granos refractarios se han condensado en los interiores en expansión de las supernovas, un tipo de cámara de descompresión cósmica. Los meteorólogos que estudian el polvo estelar refractario (extraído de meteoritos) suelen llamarlo granos presolares, pero el que se encuentra dentro de los meteoritos es sólo una pequeña fracción de todo el polvo presolar. El polvo estelar se condensa dentro de las estrellas mediante una química de condensación considerablemente diferente a la del grueso del polvo cósmico, que se acumula frío sobre el polvo preexistente en las nubes moleculares oscuras de la galaxia. Estas nubes moleculares son muy frías, normalmente de menos de 50 K, por lo que pueden acumularse hielos de muchos tipos sobre los granos, en algunos casos sólo para ser destruidos o divididos por la radiación y la sublimación en un componente gaseoso. Por último, durante la formación del Sistema Solar, muchos granos de polvo interestelar se modificaron por coalescencia y reacciones químicas en el disco de acreción planetario. La historia de los distintos tipos de granos del Sistema Solar primitivo es complicada y sólo se conoce parcialmente.
Los astrónomos saben que el polvo se forma en las envolturas de estrellas evolucionadas tardíamente gracias a firmas observacionales específicas. En el infrarrojo, la emisión a 9,7 micrómetros indica la presencia de polvo de silicato en estrellas gigantes frías evolucionadas ricas en oxígeno. La emisión a 11,5 micrómetros indica la presencia de polvo de carburo de silicio en estrellas gigantes frías evolucionadas ricas en carbono. Esto ayuda a demostrar que las pequeñas partículas de silicato presentes en el espacio proceden de las envolturas exteriores expulsadas de estas estrellas.
Las condiciones en el espacio interestelar generalmente no son adecuadas para la formación de núcleos de silicato. Llevaría demasiado tiempo lograrlo, incluso si fuera posible. Los argumentos son que: dado un diámetro de grano típico observado a, el tiempo para que un grano alcance a, y dada la temperatura del gas interestelar, tomaría considerablemente más tiempo que la edad del Universo para que se formen granos interestelares. Por otro lado, se ve que los granos se han formado recientemente en la vecindad de estrellas cercanas, en nova y supernova expulsadas, y en estrellas R Coronae Borealis variable que parecen expulsar nubes discretas que contienen tanto gas como polvo. Entonces, la pérdida de masa de las estrellas es, sin duda, donde se formaron los núcleos refractarios de los granos.
La mayor parte del polvo en el Sistema Solar es polvo altamente procesado, reciclado del material a partir del cual se formó el Sistema Solar y posteriormente recogido en los planetesimales, y material sólido sobrante como cometa y asteroides, y reformado en cada una de las vidas de colisión de esos cuerpos. Durante la historia de formación del Sistema Solar, el elemento más abundante fue (y sigue siendo) H2. Los elementos metálicos: magnesio, silicio y hierro, que son los principales ingredientes de los planetas rocosos, se condensaron en sólidos a las temperaturas más altas del disco planetario. Algunas moléculas como el CO, el N2, el NH3 y el oxígeno libre existían en fase gaseosa. Algunas moléculas, por ejemplo, el grafito (C) y el SiC se condensarían en granos sólidos en el disco planetario; pero los granos de carbono y SiC que se encuentran en los meteoritos son presolares en función de sus composiciones isotópicas, en lugar de la formación del disco planetario. Algunas moléculas también formaron compuestos orgánicos complejos y otras formaron mantos de hielo helado, de los que cualquiera podría recubrir los núcleos de los granos "refractarios" (Mg, Si, Fe). Una vez más, el polvo de estrellas constituye una excepción a la tendencia general, ya que parece estar totalmente sin procesar desde su condensación térmica en el interior de las estrellas como minerales cristalinos refractarios. La condensación del grafito se produce en los interiores de las supernovas a medida que se expanden y enfrían, y lo hacen incluso en gases que contienen más oxígeno que carbono, una sorprendente química del carbono posible gracias al intenso entorno radiactivo de las supernovas. Este ejemplo especial de formación de polvo ha merecido una revisión específica.
La formación de discos planetarios de moléculas precursoras estuvo determinada, en gran parte, por la temperatura de la nebulosa solar. Dado que la temperatura de la nebulosa solar disminuye con la distancia heliocéntrica, los científicos pueden deducir el origen de un grano de polvo conociendo los materiales del grano. Algunos materiales sólo podrían haberse formado a altas temperaturas, mientras que otros materiales de los granos sólo podrían haberse formado a temperaturas mucho más bajas. Los materiales de una misma partícula de polvo interplanetario muestran a menudo que los elementos del grano se formaron en distintos lugares y en distintos momentos de la nebulosa solar. La mayor parte de la materia presente en la nebulosa solar original ha desaparecido desde entonces; arrastrada hacia el Sol, expulsada al espacio interestelar o reprocesada, por ejemplo, como parte de los planetas, asteroides o cometas.
Debido a su naturaleza altamente procesada, las IDP (partículas de polvo interplanetario) son mezclas de grano fino de miles a millones de granos minerales y componentes amorfos. Podemos imaginar un IDP como una "matriz" de material con elementos incrustados que se formaron en diferentes momentos y lugares en la nebulosa solar y antes de la formación de la nebulosa solar. Ejemplos de elementos incrustados en el polvo cósmico son GEMS, condrúculas e CAIs.

## Métodos de detección

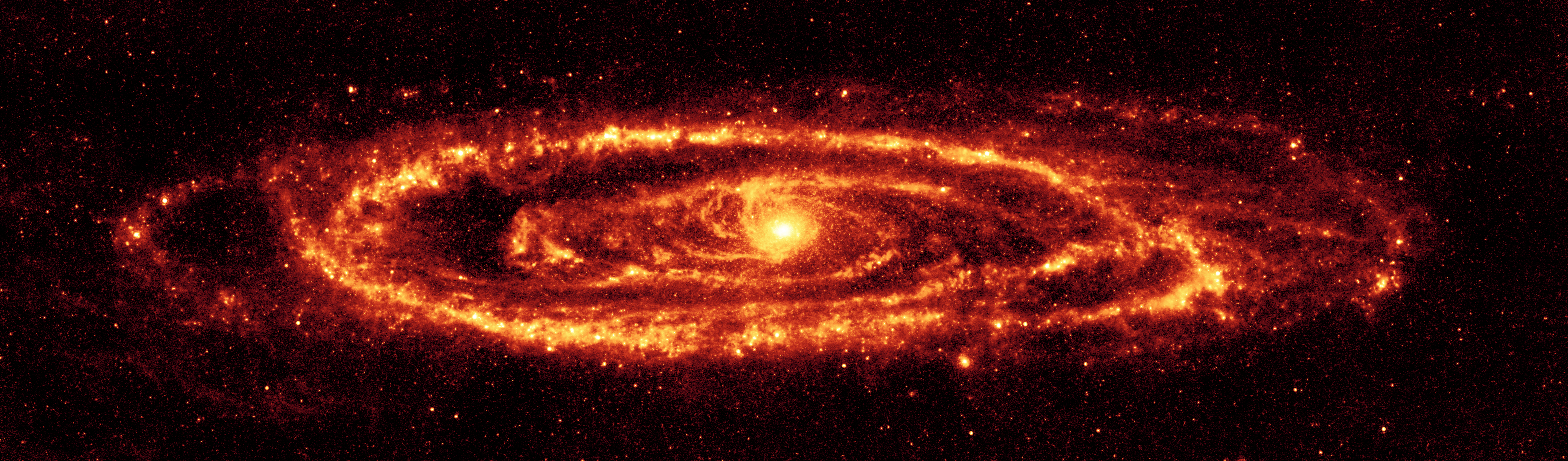
Polvo cósmico de la galaxia de Andrómeda revelado en luz infrarroja por el telescopio espacial Spitzer.

Existe una amplia gama de métodos para estudiar el polvo cósmico. 
El polvo cósmico puede detectarse mediante métodos de teledetección que utilizan las propiedades de radiativa de las partículas de polvo cósmico, por ejemplo, las mediciones de luz zodiacal.
El polvo cósmico también puede detectarse directamente ("in situ") utilizando diversos métodos de recogida y desde diversos lugares. Las estimaciones de la entrada diaria de material extraterrestre en la atmósfera terrestre oscilan entre 5 y 300 toneladas.
La NASA recoge muestras de partículas de polvo estelar en la atmósfera terrestre mediante colectores de placas situados bajo las alas de aviones que vuelan en la estratosfera. También se recogen muestras de polvo de los depósitos superficiales de las grandes masas de hielo de la Tierra (Antártida y Groenlandia/Ártico) y en sedimentos de aguas profundas.
Donald E. Brownlee de la Universidad de Washington en Seattle identificó por primera vez de forma fiable la naturaleza extraterrestre de las partículas de polvo recogidas a finales de la década de 1970. Otra fuente son los meteoritos, que contienen polvo de estrellas extraído de ellos. Los granos de polvo estelar son trozos sólidos refractarios de estrellas presolares individuales. Se reconocen por sus composiciones isotópicas extremas, que sólo pueden ser composiciones isotópicas dentro de estrellas evolucionadas, antes de cualquier mezcla con el medio interestelar. Estos granos se condensaron a partir de la materia estelar al enfriarse mientras abandonaba la estrella.

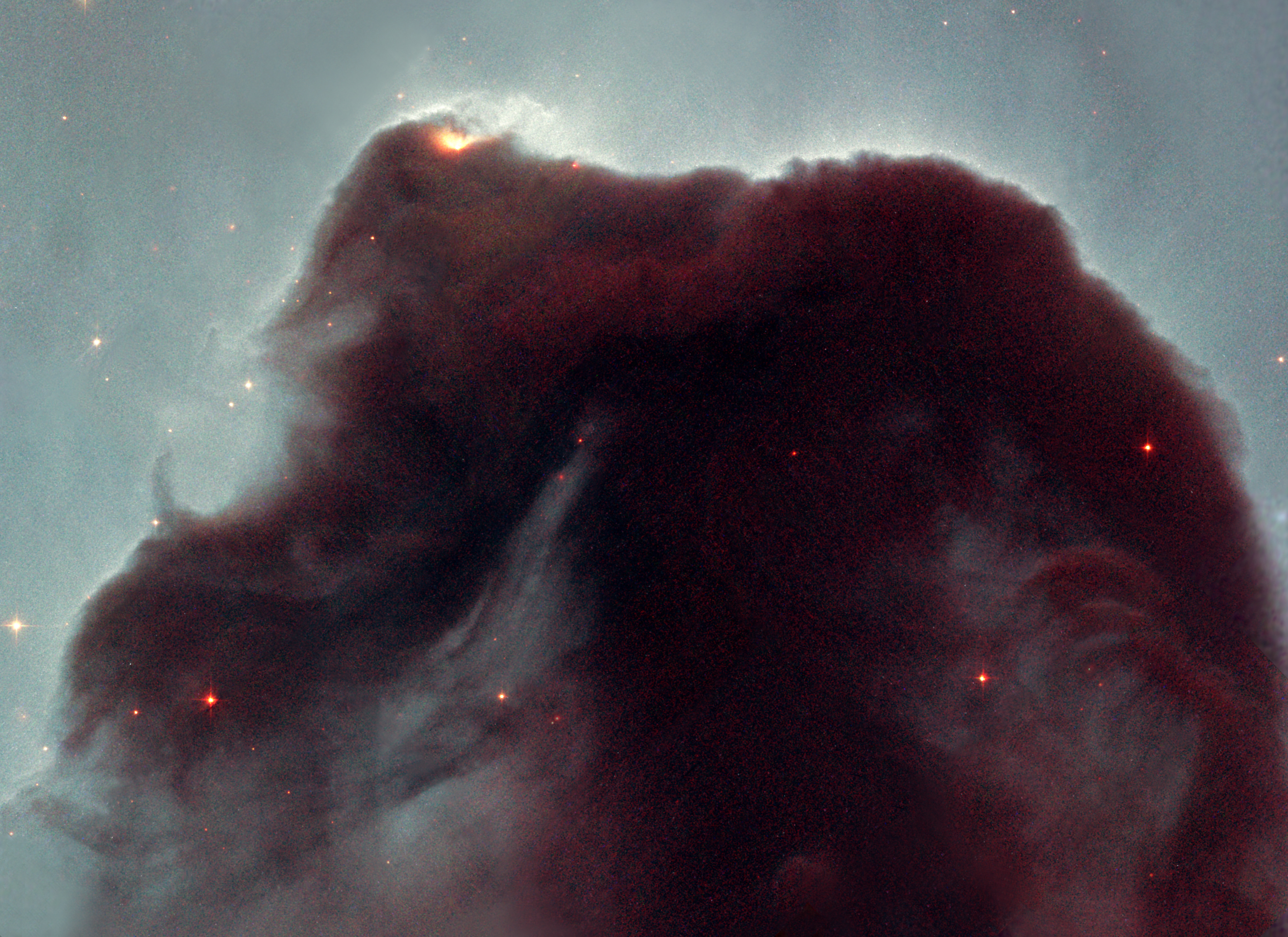
Polvo cósmico de la nebulosa Cabeza de Caballo revelado por el telescopio espacial Hubble.

En el espacio interplanetario, se han construido y volado detectores de polvo en naves espaciales planetarias, algunos están volando actualmente y se están construyendo más para volar. Las grandes velocidades orbitales de las partículas de polvo en el espacio interplanetario (normalmente 10-40 km/s) hacen que la captura de partículas intactas sea problemática. En su lugar, los detectores de polvo in situ se diseñan generalmente para medir los parámetros asociados con el impacto a alta velocidad de las partículas de polvo en el instrumento y, a continuación, obtener las propiedades físicas de las partículas (por lo general, la masa y la velocidad) a través de la calibración de laboratorio (es decir, el impacto de partículas aceleradas con propiedades conocidas en una réplica de laboratorio del detector de polvo). A lo largo de los años, los detectores de polvo han medido, entre otras cosas, el destello luminoso del impacto, la señal acústica y la ionización del impacto. Recientemente, el instrumento de polvo de la Stardust capturó partículas intactas en aerogel de baja densidad.
En el pasado, los detectores de polvo volaron en las misiones espaciales HEOS 2', Helios, Pioneer 10, Pioneer 11, Giotto, Galileo, Ulises y Cassini, en los satélites LDEF, EURECA y Gorid en órbita terrestre, y algunos científicos han utilizado las naves espaciales Voyager 1 y 2] como sonda Langmuirs gigantes para tomar muestras directas del polvo cósmico. Actualmente hay detectores de polvo en las naves Ulysses, Proba, Rosetta, Stardust, y la nave espacial New Horizons. El polvo recogido en la Tierra o recogido más lejos en el espacio y devuelto por las misiones espaciales de retorno de muestras es analizado después por científicos especializados en polvo en sus respectivos laboratorios de todo el mundo. Una gran instalación de almacenamiento de polvo cósmico se encuentra en el JSC de la NASA en Houston.
La luz infrarroja puede penetrar las nubes de polvo cósmicas, lo que nos permite asomarnos a las regiones de formación estelar y a los centros de las galaxias.  El telescopio espacial Spitzer de la NASA fue el mayor telescopio espacial infrarrojo, antes del lanzamiento del telescopio espacial James Webb. Durante su misión, Spitzer obtuvo imágenes y espectros detectando la radiación térmica emitida por objetos en el espacio entre longitudes de onda de 3 y 180 micrómetros. La mayor parte de esta radiación infrarroja está bloqueada por la atmósfera terrestre y no puede observarse desde el suelo. Los hallazgos del Spitzer han revitalizado los estudios sobre el polvo cósmico. Un informe mostró algunas pruebas de que el polvo cósmico se forma cerca de un agujero negro supermasivo.
Otro mecanismo de detección es la polarimetría. Los granos de polvo no son esféricos y tienden a alinearse con el campo magnético interestelar, polarizando preferentemente la luz estelar que atraviesa las nubes de polvo. En el espacio interestelar cercano, donde el enrojecimiento interestelar no es lo suficientemente intenso como para ser detectado, la polarimetría óptica de alta precisión se ha utilizado para conocer la estructura del polvo dentro de la Burbuja local.
En 2019, investigadores hallaron polvo interestelar en la Antártida que relacionan con la Nube Interestelar Local. La detección de polvo interestelar en la Antártida se realizó mediante la medición de los radionúclidos Fe-60 y Mn-53 por Espectrometría de masas con acelerador de alta sensibilidad.